# Fontaine-Milon
Fontaine-Milon korábbi község Franciaország Loire mente régiójában, Maine-et-Loire megyében. 2016. január 1-jén Mazé községgel egyesült és Mazé-Milon új község része lett.
Lakosainak száma 642 fő (2018. január 1.). Fontaine-Milon Mazé községgel határos.

## Népesség
A település népességének változása:
| Lakosok száma | 327  | 302  | 297  | 320  | 354  | 438  | 527  | 588  | 633  | 642  |
|               | 1962 | 1968 | 1982 | 1990 | 1999 | 2008 | 2011 | 2013 | 2017 | 2018 |